# 第12回ワシントンD.C.映画批評家協会賞
第12回ワシントンD.C.映画批評家協会賞は、2013年の映画を対象としており、2013年12月7日にノミネーションが発表された。なお、結果は12月9日に発表された。

## 受賞一覧
※太字が受賞

### 作品賞
- 『それでも夜は明ける』
- 『her/世界でひとつの彼女』
- 『ゼロ・グラビティ』
- 『アメリカン・ハッスル』
- 『インサイド・ルーウィン・デイヴィス 名もなき男の歌』

### 監督賞
- アルフォンソ・キュアロン - 『ゼロ・グラビティ』
- スパイク・ジョーンズ - 『her/世界でひとつの彼女』
- マーティン・スコセッシ - 『ウルフ・オブ・ウォールストリート』
- バズ・ラーマン - 『華麗なるギャツビー』
- スティーヴ・マックイーン - 『それでも夜は明ける』

### 主演男優賞
- キウェテル・イジョフォー - 『それでも夜は明ける』
- ロバート・レッドフォード - 『オール・イズ・ロスト 〜最後の手紙〜』
- レオナルド・ディカプリオ - 『ウルフ・オブ・ウォールストリート』
- ホアキン・フェニックス - 『her/世界でひとつの彼女』
- マシュー・マコノヒー - 『ダラス・バイヤーズクラブ』

### 主演女優賞
- ケイト・ブランシェット - 『ブルージャスミン』
- ジュディ・デンチ - 『あなたを抱きしめる日まで』
- サンドラ・ブロック - 『ゼロ・グラビティ』
- エマ・トンプソン - 『ウォルト・ディズニーの約束』
- メリル・ストリープ - 『8月の家族たち』

### 助演男優賞
- ジャレッド・レト - 『ダラス・バイヤーズクラブ』
- ダニエル・ブリュール - 『ラッシュ/プライドと友情』
- ジェームズ・フランコ - 『スプリング・ブレイカーズ』
- マイケル・ファスベンダー - 『それでも夜は明ける』
- ジェームズ・ガンドルフィーニ - 『おとなの恋には嘘がある』

### 助演女優賞
- ルピタ・ニョンゴ - 『それでも夜は明ける』
- オクタヴィア・スペンサー - 『フルートベール駅で』
- ジューン・スキッブ - 『ネブラスカ ふたつの心をつなぐ旅』
- ジェニファー・ローレンス - 『アメリカン・ハッスル』
- スカーレット・ヨハンソン - 『her/世界でひとつの彼女』

### アンサンブル演技賞
- 『それでも夜は明ける』
- 『アメリカン・ハッスル』
- 『8月の家族たち』
- 『プリズナーズ』
- 『プールサイド・デイズ』

### 脚本賞
- スパイク・ジョーンズ - 『her/世界でひとつの彼女』
- エリック・ウォーレン・シンガー、デヴィッド・O・ラッセル - 『アメリカン・ハッスル』
- ウディ・アレン - 『ブルージャスミン』
- コーエン兄弟 - 『インサイド・ルーウィン・デイヴィス 名もなき男の歌』
- ニコール・ホロフセナー - 『おとなの恋には嘘がある』

### 脚色賞
- ジョン・リドリー - 『それでも夜は明ける』
- ビリー・レイ - 『キャプテン・フィリップス』
- ジュリー・デルピー、イーサン・ホーク、リチャード・リンクレイター - 『ビフォア・ミッドナイト』
- マイケル・H・ウェバー、スコット・ノイスタッター - 『いま、輝くときに』
- テレンス・ウィンター - 『ウルフ・オブ・ウォールストリート』

### 若手俳優賞
- タイ・シェリダン - 『MUD -マッド-』
- リーアム・ジェームス - 『プールサイド・デイズ』
- エイサ・バターフィールド - 『エンダーのゲーム』
- アデル・エグザルホプロス - 『アデル、ブルーは熱い色』
- ワアド・ムハンマド - 『少女は自転車にのって』

### 外国語映画賞
- 『オーバー・ザ・ブルースカイ』  ベルギー
- 『アデル、ブルーは熱い色』  フランス
- 『偽りなき者』  デンマーク
- 『ある過去の行方』  イラン
- 『少女は自転車にのって』  サウジアラビア

### 撮影賞
- エマニュエル・ルベツキ - 『ゼロ・グラビティ』
- サイモン・ダガン - 『華麗なるギャツビー』
- ホイテ・ヴァン・ホイテマ - 『her/世界でひとつの彼女』
- ブリュノ・デルボネル - 『インサイド・ルーウィン・デイヴィス 名もなき男の歌』
- ショーン・ボビット - 『それでも夜は明ける』

### 編集賞
- アルフォンソ・キュアロン、マーク・サンガー - 『ゼロ・グラビティ』
- エリック・ザンブランネン、ジェフ・ブキャナン - 『her/世界でひとつの彼女』
- ジョー・ウォーカー - 『それでも夜は明ける』
- ダニエル・P・ハンリー、マイク・ヒル - 『ラッシュ/プライドと友情』
- セルマ・スクーンメイカー - 『ウルフ・オブ・ウォールストリート』

### 芸術監督賞
- 『華麗なるギャツビー』
- 『ゼロ・グラビティ』
- 『インサイド・ルーウィン・デイヴィス 名もなき男の歌』
- 『her/世界でひとつの彼女』
- 『それでも夜は明ける』

### 作曲賞
- ハンス・ジマー - 『それでも夜は明ける』
- クリストフ・ベック - 『アナと雪の女王』
- スティーヴン・プライス - 『ゼロ・グラビティ』
- トーマス・ニューマン - 『ウォルト・ディズニーの約束』
- アーケイド・ファイア - 『her/世界でひとつの彼女』

### アニメーション映画賞
- 『アナと雪の女王』
- 『クルードさんちのはじめての冒険』
- 『怪盗グルーのミニオン危機一発』
- 『モンスターズユニバーシティ』
- 『風立ちぬ』

### ドキュメンタリー映画賞
- Blackfish
- 『殺人という行為』
- 『物語る私たち』
- 『バックコーラスの歌姫たち』
- 『リヴァイアサン』

### ジョー・バーバー賞
- 『大統領の執事の涙』
- 『エンド・オブ・ホワイトハウス』
- 『あなたを抱きしめる日まで』
- 『ザ・イースト』
- 『ホワイトハウス・ダウン』